# «Япон» и японец
«Япон» и японец (азерб. «Yapon» və yaponiyalı / «Јапон» вә јапонијалы) — короткометражный фильм, трагикомедия азербайджанского режиссёра Сергея Ратникова, снятая в 1990 году на основе сценария Вагифа Мустафаева. Фильм снимался на студии «Дебют» на базе киностудии «Азербайджанфильм».

## Сюжет
1944 год. На Окинаве группу японских лётчиков-камикадзе провожают в последний путь. В бою один из них (играет Эдуард Пак) сбивается с курса, провалив тем самым задание, и падает в море близ рыбацкого посёлка Нардаран в Азербайджане. Японца подбирает молодой рыбак Гюльбала (играет Давуд Давудов), по прозвищу «Япон» (из-за строения глаз). Гюльбала приводит японца домой. Так японец остаётся жить с Гюльбалой и его слепой матерью (играет Лятифа Алиева), которые каждый раз препятствуют ему сделать харакири. У Гюльбалы, в свою очередь, проблемы с местным авторитетом (играет Омюр Нагиев), который запрещает ему рыбачить на «его территории».
Тем временем начальнику НКВД Мелик-Бабанову (играет Октай Агаев) сообщают, что «у него под носом орудует японский диверсант». Тот со своими людьми приезжает в посёлок и спрашивает у местного, нет ли тут у них японца. Ему указывают на Гюльбалу, которого тоже все зовут «япон». Думая, что Гюльбала и есть тот самый японский диверсант, его приводят в НКВД и собираются пытать. Но вскоре выясняется, что никакой Гюльбала не японец, и его отпускают. Однако позже в руки НКВД попадает предсмертное письмо японца, которое тот написал своей матери. Мелик-Бабанов возвращается в Нардаран и случайно встречает Гюльбалу. Начинается погоня. Раненный в ногу Гюльбала, чтобы не попасть в руки НКВД-шникам, вспарывает себе живот, совершает харакири, прямо на глазах у изумлённого Мелик-Бабанова. Японец же с криками «япон» рыдает вслед машинам, увозящим тело Гюльбалы.
В конце фильма японец остаётся жить с матерью Гюльбалы и помогает ей по хозяйству. Та думает, что её сын жив и пишет ему письма.

## В ролях
| Актёр             | Роль                                        |
| ----------------- | ------------------------------------------- |
| Давуд Давудов     | Гюльбала («Япон»)                           |
| Эдуард Пак        | японец                                      |
| Октай Агаев       | начальник НКВД Мелик-Бабанов                |
| Лятифа Алиева     | мать Гюльбалы                               |
| Мабуд Магеррамов  | генерал Тоёда                               |
| Камиль Магеррамов | контролёр улова                             |
| Омир Нагиев       | местный авторитет, житель рыбачьего посёлка |
| Вахид Алиев       | сотрудник НКВД в шляпе                      |
| Идрис Рустамов    | Фиранги                                     |